# Якубовський Володимир Йосипович
Володимир Йосипович Якубовський (псевдо: «Бондаренко», «Стрийський») (1915, смт Залізці, Зборівський район, Тернопільська область) — 17 червня 1947, біля с. Вівся, Тернопільська область) — курінний УПА, шеф штабу ВО-3 «Лисоня».

## Життєпис

Штаб Тернопільської воєнної округи-3 «Лисоня». У другому ряду другий зліва Володимир Якубовський («Бондаренко») — шеф штабу ВО «Лисоня», в центрі Михайло Хома («Обух») — окружний провідник Бережанщини

Бережанська округа ОУН.1944 Зліва направо: Федик Богдан-«Крук» — командир сотні «Холодноярці», Якубовський Володимир-«Бондаренко» — шеф штабу ВО-3 «Лисоня», Хома Михайло-(«Обух», «Довбуш»)— окружний провідник Бережанської округи, «Гонта» — військовий референт Бережанської округи, М. Бартків-«Рух» — референт пропаганди Бережанської округи. Весна 1944 р.

Пам'ятник Володимирові Якубовському в смт Залізці

Закінчив 7-класну школу у рідних Залізцях, польську школу кадетів у Варшаві зі ступенем підхорунжого, потім вчився в летунській школі у Львові. Був приділений до авіаполку у Львові, де спочатку був звільнений після річної служби за відмову вказати національність як поляк. Потім звідси перевели служити на аеродромі у Любліні.
У 1939 році повернувся до Залізців, де вів підпільну роботу, працював на пошті, в управі читальні товариства «Просвіта». Від 1941 — секретар збірної громади, навчав молодь спорту та військовій справі.
У 1942 увійшов до складу ПВК Зборівського повіту, в 1943 призначений окружним військовим референтом Бережанської округи, а в грудні 1943 — шефом штабу ВО-3 «Лисоня». У лютому 1944 керував підстаршинською школою військової округи. Упродовж 1944 і до загибелі Володимир Якубовський, крім обов'язків шефа штабу ВО-3, командував куренем і керував численними бойовими операціями, спочатку з німецько-гітлерівськими, а потім з московськими окупантами. Упродовж своєї п'ятирічної діяльності в лавах УПА Володимир Якубовський організував, виховав і вишколив десятки старшин і підстаршин та кілька сотень повстанців.
Найвідоміші переможні бої сотень УПА під керівництвом «Бондаренка» відбулися в лісах біля с. Слов'ятин (Підгайці), біля с. Поручин (Бережани), біля с. Лопушне (Почаїв), на хуторах Альбанівка (Зборів).
Криївка командира В. Якубовського знаходилась поблизу садиби Ткачів на хуторі поблизу села Гаї Шляхтинецькі.

## Останній бій
17 червня 1947, Володимир Якубовський («Бондаренко») та його побратими Михайло Кріль («Міша»), Станіслав Кикіш («Рись»), Іван Мороз («Остап»), Федір Борнатович («Ліщина») та два працівники СБ зайшли, під час зачисток терену російськими окупаційними військами, до криївки на полях біля с. Вівся. При наближенні ворогів вони вийшли з криївки і дали бій, знищивши багато ворогів. В бою загинули усі, крім «Бондаренка», котрий прорвавшись із оточення натрапив на нову шеренгу ворогів. Вистрілявши усі набої та знищивши ще кількох окупантів, він останнім набоєм застрелився.
Похований у Залізцях.

## Вшанування
- Встановлено пам'ятник у рідному місті.